# Königsstadt
 (février 2024).
Si vous disposez d'ouvrages ou d'articles de référence ou si vous connaissez des sites web de qualité traitant du thème abordé ici, merci de compléter l'article en donnant les références utiles à sa vérifiabilité et en les liant à la section « Notes et références ».
Königsstadt est un ancien faubourg puis quartier de Berlin, aujourd'hui partagé entre les quartiers de Mitte, Prenzlauer Berg et Friedrichshain.
Il devait son nom à la Königstor (la Tour du Roi) du Berliner Stadtmauer, l'enceinte médiévale de la ville.